# Llei de l'atracció
La llei de l'atracció és la creença que els pensaments (conscients o inconscients) influïxen sobre les vides de les persones, argumentant que són unitats energètiques que retornaran a la persona una ona energètica semblant a l'emesa.
La frase "llei de l'atracció" ha sigut usada per escriptors, teòsofs, autors, filòsofs. Segons los partidaris d'esta llei, això vol dir que els pensaments (emocions, creences, anhels, etc.) que té una persona, bé siguen conscients o inconscients, provoquen conseqüències afins a allò que es desitja. A este procés se'l descriu com a «vibracions harmonioses de la llei de l'atracció».

## Història
Alguns autors identifiquen antecedents històrics de la "llei d'atracció" en l'hinduisme i a través de l'hinduisme en la teosofia, però també s'han trobat referències en lo judaisme, cristianisme (Mateu 21.22 Marc 11.24) i en lo zohar (la càbala). L'existència d'estos antecedents no implica que tots ells estiguen històricament connectats, perquè la llei de l'atracció podria sorgir com a resultat de prejuís cognitius comuns a tots los éssers humans.
Les elaboracions modernes d'esta idea deuen la seua existència, en part, a James Allen (1864-1912) que en 1902 va publicar As a man thinketh (‘pensa com un home’). Posteriorment Wallace Delois Wattles (1860-1911) va publicar La ciència de fer-se ric (1910), Charles F. Haanel va publicar The Master Key System (‘Lo sistema de la clau mestra') (1912). Durant lo segle xx diversos autors han fet referència a estes obres i les idees contingudes en elles.
Esta llei diu que, per mitjà del pensament, és possible atraure allò que es desitge, per això s'associa la Llei de l'atracció amb la llei del mentalisme, un dels set principis o lleis espirituals d'Hermes Trismegisto, enunciades al Kybalión, llibre escrit pels Tres Iniciats. La llei del mentalisme diu que tot a l'univers és una creació mental i que l'home, per mitjà del pensament, crea la seua pròpia realitat.

## Principis
Los seguidors que accepten la llei de l'atracció com una guia, ho fan des de la creença que les lleis de l'Univers són benignes. Alguns seguidors afirmen que la llei de l'atracció és una "llei de l'Univers", perquè aplica a tots los éssers sense excepció, des del 100% dels temps i no és una cosa que es puga triar si aplicar o no. Comunament s'usa l'exemple de la seua similitud amb la gravetat en est aspecte, perquè hom no pot decidir "no aplicar" o "no creure" en la gravetat en la vida. Cal notar que el terme "llei" no és lo mateix usat per la comunitat científica (vegeu Llei científica).
Alguns dels qui proposen una versió moderna de la "llei de l'atracció" adjudiquen les seues raïls a la física quàntica. Segons ells, los pensaments tenen una energia que genera energia pareguda. Per a poder controlar esta energia, els qui ho proposen afirmen que s'han de seguir quatre passos:
1. Saber què és lo que hom vol i demanar-ho a l'Univers (sent "l'Univers" qualsevol cosa que l'individu accepte, com ara Déu).
2. Enfocar los pensaments d'un mateix sobre l'objecte desitjat amb sentiments com ara l'entusiasme o l'agraïment.
3. Sentir o comportar-se com si l'objecte desitjat ja s'haguera obtingut.
4. Estar disposat a rebre'l.

Pensar en allò que hom no té, segons diuen, se manifesta en no tindre'n, mentres que si un s'adherix a estos principis, i evita pensaments "negatius" l'Univers manifestarà els desitjos de la persona.
Lo teòsof tibetà Djwhal Khul la definix com a la llei bàsica de la manifestació i la llei suprema d'este sistema solar. Considera que és la llei que equilibra els dos pols, sent la Llei de l'economia la que regix lo pol negatiu i la llei de síntesi la del pol positiu. Des del punt de vista de l'ésser humà, porta la comprensió que dona la autoconsciència.

## Contradiccions en la llei de l'atracció
Alguns aficionats als jocs de raonament han trobat incongruències i contradiccions en esta suposada llei. Estes contradiccions passarien per trobar un mètode de relacionar-les amb lleis físiques conegudes i demostrades per a així mostrar que són incongruents per reducció a l'absurd.
La revista Skeptical Inquirer va criticar la falsibilitat i la capacitat de prova d'estes afirmacions. Els crítics han afirmat que les proves aportades solen ser anecdòtiques i que, a causa de la naturalesa d'auto-selecció dels informes positius, així com la subjectiva naturalesa de qualsevol resultat, estos informes són susceptibles de biaix de confirmació i biaix de selecció. Lo físic Ali Alousi, per exemple, va criticar que no es pot mesurar i va qüestionar la probabilitat que els pensaments poden afectar qualsevol cosa fora del cap.